# Chaetothyriomycetidae
Chaetothyriomycetidae Doweld – podklasa Eurotiomycetes – grzybów z typu workowców (Ascomycota).

## Systematyka
Pozycja w klasyfikacji według Index Fungorum: Chaetothyriomycetidae, Eurotiomycetes, Pezizomycotina, Ascomycota, Fungi.
Według aktualizowanej klasyfikacji Index Fungorum bazującej na Dictionary of the Fungi do podklasy Chaetothyriomycetidae należą:
- rząd Chaetothyriales M.E. Barr 1987
- rząd Phaeomoniellales K.H. Chen, A.E. Arnold, Gueidan & Lutzoni 2015
- rząd Pyrenulales Fink ex D. Hawksw. & O.E. Erikss. 1986
- rząd Verrucariales Mattick ex D. Hawksw. & O.E. Erikss. 1986
- rząd incertae sedis
  - rodzina Rhynchostomataceae Winka & O.E. Erikss. 2000
  - rodzina incertae sedis